# Sant Silvestre del Mor
Sant Silvestre del Mor, o Sant Silvestre d'Almor, és una església del municipi de Sant Ferriol (Garrotxa) inclosa en l'Inventari del Patrimoni Arquitectònic de Catalunya.

## Descripció

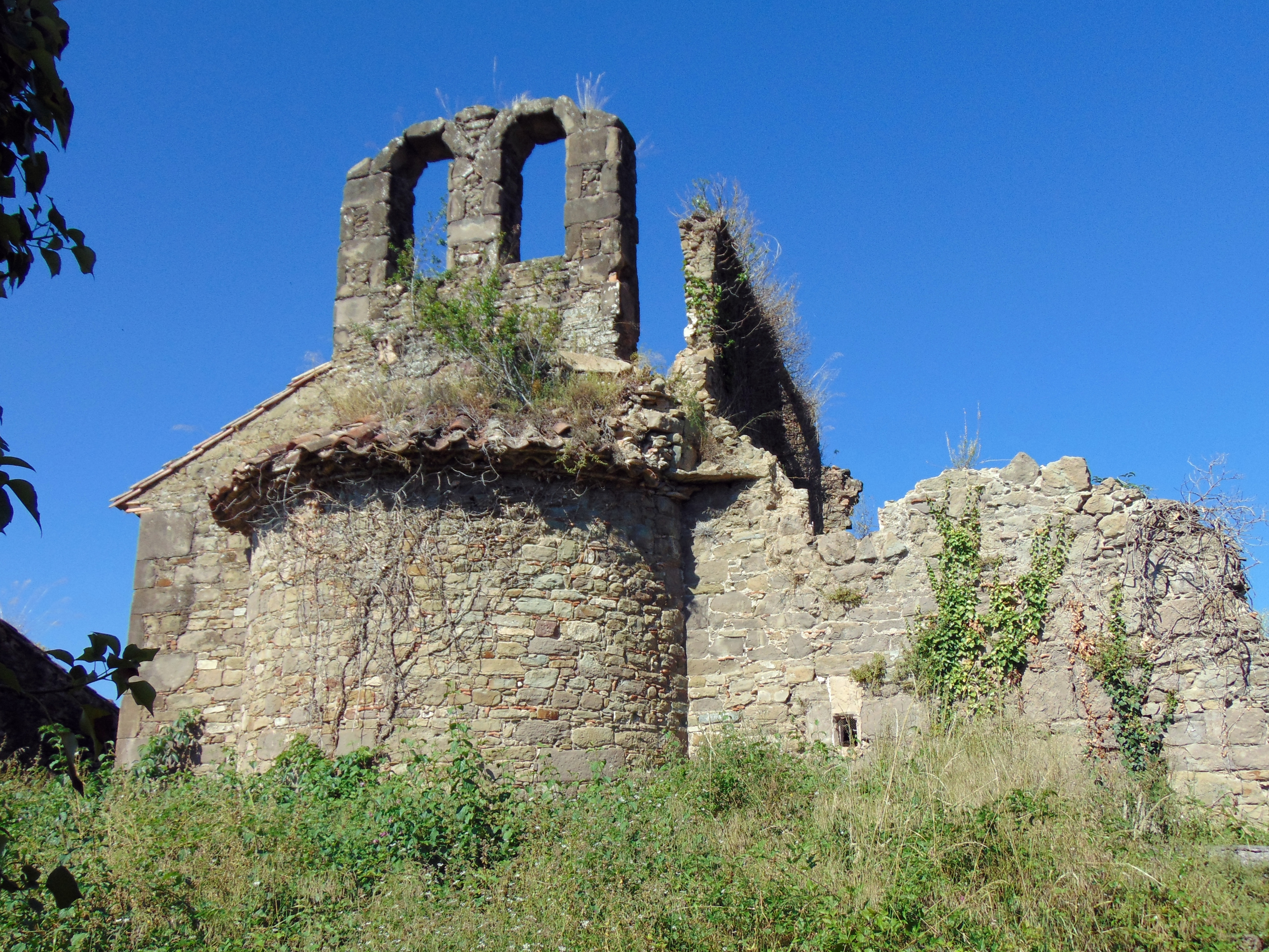
Absis de l'església

Sant Silvestre del Mor es troba en molt mal estat de conservació i està mig enderrocada. La seva arquitectura, originalment romànica, va modificar-se en gran manera durant el segle xviii. L'actual porta adovellada s'obrí al costat del ponent i es va refer l'absis semicircular existent a llevant, el qual presenta diversos fragments de rajols encastats entre els carreus de pedra. Està mancada d'obertures. El teulat també va ésser refet més recentment. Damunt seu hi ha una espadanya a la qual s'hi accedia des d'un edifici annexionat.

## Història
L'església de Sant Silvestre del Mor ja surt esmentada l'any 977 com "Sancti Silvestri de Mauro" quan, el bisbe -i comte- Miró, la donà al monestir de Santa Maria de Besalú. Aquesta donació la confirmarà, l'any 998, el papa Gregori V, citant l'església a la butlla amb el nom de "Sancti Silvestri deç Mor" i la seva denominació quedà en "Sant Silvestres Desmor" en la venda de la jurisdicció parroquial i el seu terme, feta, l'agost de 1392, pel rei Hug de Santa Pau.